# Volvo B57
Volvo B57 — шасси, на котором строили свои автобусы различные автопроизводители, выпускаемое шведским автопроизводителем Volvo Bussar в период с 1966 по 1982 год параллельно с Volvo B58. С 1972 года оно также было известно как Volvo BB57 с двигателем, установленным поверх передней оси, что давало автобусам наименьшую нагрузку. BB57 пришло на смену B54, но с учётом габаритов, B54 было снято с производства гораздо позже. Предшественник BB57, B615, был снят с производства в 1965 году, но спрос на такую модель был настолько высок, что им пришлось вернуть его почти через полдесятилетия, так как B54 оказался слишком малогабаритным.
И B57, и BB57 могут быть произведены в трёх различных длинах колёсной базы: 5 метров (B57-50), 5,5 метров (B57-55) и 6 метров (B57-60).
Этот тип шасси был редкостью в Соединённом Королевстве, но был довольно популярен в сельских районах скандинавских стран.

## Эксплуатация автобусов

### Сингапур
В период с 1980 по 1983 год компания Singapore Bus Service представила парк из 350 новозеландских моторных кузовов B57 после успешного испытания демонстратора с металлическими секциями в 1979 году. Из них первые 200 единиц были оснащены версией 1 кузова, которая жёстко приподняла угловую крышу для передних вывесок назначения, а баланс 150 единиц оснащался версией 2 кузова, который имел изогнутую крышу для передних вывесок назначения. Все единицы были выведены из эксплуатации и проданы Ирландскому предприятию Bus Éireann в период с 1994 по 1998 год для эксплуатации в качестве школьных автобусов в сельских районах.

### Пакистан
В Пакистане Пенджабская городская транспортная корпорация приобрела 300 единиц Volvo B57 в Лахоре.

### Австралия
В Австралии четыре единицы B57 были приобретены предприятием Neville’s Bus Service, в то время как ещё один автобус приобрело предприятие Cairnstrans.